# Michelle L. Wachs

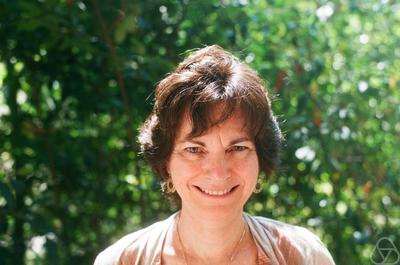
Michelle L. Wachs, 1967

Michelle Lynn Wachs (* 30. November 1952 in New York City, USA) ist eine US-amerikanische Mathematikerin und Hochschullehrerin. Sie ist Professorin für Mathematik an der University of Miami und hat sich auf algebraische Kombinatorik spezialisiert.

## Leben und Werk
Wachs promovierte 1977 bei Adriano Mario Garsia an der University of California in San Diego mit der Dissertation Discrete Variational Techniques in Finite Mathematics.
Sie veröffentlichte 1977 zusammen mit Adriano Garsia den nach ihnen benannten Garsia-Wachs-Algorithmus. Er ist eine effiziente Methode für Computer, um optimale binäre Suchbäume und alphabetische Huffman-Kodierung in linearer Zeit zu konstruieren. Der ursprüngliche Korrektheitsbeweis des Garsia-Wachs-Algorithmus war kompliziert und wurde 1988 von Kingston und 1997 von Marek Karpinski, Larmore & Rytter vereinfacht.
Dank des Simons-Stipendiums reiste sie im Frühjahr 2014 nach Europa und forschte mit Wissenschaftlern der Universität Wien und des Royal Institute of Technology in Stockholm.

## Ehrungen
Wachs wurde 2012 eine der Gründungsstipendiaten der American Mathematical Society. 2013 wurde sie als Simons Fellow ausgezeichnet. Eine Konferenz, die sich der algebraischen, enumerativen und topologischen Kombinatorik widmete, fand zu ihren Ehren im Januar 2015 an der University of Miami statt.